# Torso de Adele
El Torso de Adele es una escultura del artista francés Auguste Rodin.

## Descripción e inspiración
Esta obra es una escultura de barro cocido, y se estima que fue elaborada entre los años 1878 a 1884. Surge como resultado de un estudio de las cariátides, señala Judith Cladel (1873 – 1958), amiga y biógrafa del artista. El artista probablemente utilizó como modelo a la Italiana Adèle Abruzzesi que era una de las modelos favoritas de Rodin. El cuerpo flexible y vigoroso de esta modelo sirvió de inspiración al artista para la creación de numerosas figuras femeninas de gran sensualidad.
Rodin logró evocar en este torso la suavidad del vientre, el arqueado de las caderas, y hasta el peso de los senos. No fue hasta 1889 que esta escultura fue completada agregando el brazo izquierdo y las piernas, acentuando las formas curvas y sensuales de la figura para ser colocada en el ángulo superior izquierdo de la obra La Porte de l’Enfer (La Puerta del Infierno en español). En las fotografías que William Elborne tomó del portal en 1887, la escultura está ausente por lo que es probable que Rodin la haya añadido después.
Este estudio fue realizado, tal vez a partir de 1878, para crear una cariátide. Al agregarle una cabeza, este torso fue utilizado como el elemento femenino para L’Éternel Printemps (La Eterna Primavera) y para Ilusiones recibidas por la tierra.